# Ketil Bjørnstad
Ketil Bjørnstad est un compositeur et écrivain norvégien né le 25 avril 1952 à Oslo.

## Biographie

### Musique
Il étudie le piano avec Amalie Christie et le professeur Robert Riefling à Oslo et poursuit également des études musicales à Londres et Paris. À l'âge de quatorze ans il gagne le Grand concours des jeunes pianistes d'Oslo.
Il fait ses débuts avec l'orchestre philharmonique d'Oslo en janvier 1969. En 1971 il participe à l'avant-gardiste Svein Finnerud Trio et collabore avec le chanteur et auteur norvégien Ole Paus. Entre 1971 et 1973 il accompagne divers groupes de jazz et de rock.
En 1973 sort son premier album produit par Svein Erik Børja avec Jon Eberson, Arild Andersen et Jon Christensen.

### Textes
Il fait ses débuts d'auteur en 1972 avec des poèmes qui seront traduits en plusieurs langues.
Son roman La société des jeunes pianistes (Prix des lecteurs du Livre de poche 2008), publié en norvégien en 2004 et traduit en français en 2006, connaît un vif succès en Europe. 
En 2024, il écrit une chronique dans le journal Aftenposten, dans laquelle il appelle à une résolution pacifique de l'invasion de l'Ukraine par la Russie.

## Musiques de films
- Films de Jean-Luc Godard
  - For Ever Mozart (1996)
  - Museum of Modern art (1999)
  - Éloge d’amour (2001)
  - Histoire(s) du Cinéma (1999)
- Nous sommes tous encore ici de Anne-Marie Miéville (1997)
- Emporte-moi de Léa Pool (1999)
- Engler i sneen de Haakon Sandøy (1983)
- Trofast de Trond Aurvaag et Iram Haq (2004)
- Just a Kiss de Ken Loach